# Les Pirates du Pacifique
Pour plus de détails, voir Fiche technique et Distribution.
Les Pirates du Pacifique ou Piratas del Pacifico (Piratas en el Callao) est un film péruvien réalisé par Eduardo Schuldt, sorti en 2005. Il s'agit du premier film d'animation en 3D réalisé en Amérique latine.

## Synopsis
Une institutrice amène sa classe visiter le fort colonial Real Felipe dans le port péruvien de Callao. Alberto, 9 ans, pousse sa curiosité en explorant des recoins interdits et tombe par accident dans une faille temporelle. Il se retrouve alors au XVIIe siècle, au moment où le pirate Jacques L'Hermite s'apprête à attaquer Callao. Il y rencontre aussi Urpi, une jeune Indienne.

## Commentaires
Le film a réalisé un chiffre d'entrée de 730 000$ au Pérou avant d'être distribué dans de nombreux pays. Le succès fut tel qu'il permit au réalisateur et à la société de production du film de sortir un autre film d'animation 3D en 2006: Dragones : destino de fuego.

## Fiche technique
- Titre original : Piratas en el Callao
- Réalisation : Eduardo Schuldt
- Scénario : Pipo Gallo et Hernán Garrido-Lecca, d'après le livre éponyme de Hernán Garrido-Lecca (publié en 1996)
- Production : Hernán Garrido-Lecca, Jaime Carbajal, José Antonio Chang et Shirley Svensson, pour Alpamayo Entertainment
- Musique : Diego Rivera
- Pays d'origine :  Pérou
- Format : Couleurs
- Genre : Animation, aventure
- Budget : 500 000$ (estimation)
- Durée : 78 minutes
- Dates de sortie :
  -  Pérou : 24 février 2005 (sortie limitée à Lima)
  -  États-Unis : 28 octobre 2005 (festival international du film pour enfants de Chicago)
  -  France : 2 novembre 2005 (2e Festival du cinéma péruvien de Paris), 12 mars 2006 (22e Reflets du Cinéma Ibérique et Latino-américain de Villeurbanne)

## Distribution
- Stephanie Cayo :  Alberto (voix)
- Alberto Isola (es) :  Jacques L'Hermite (voix)
- Javier Echeverría : Capitán del Avent (voix)
- Carlos Alcántara : Jonathan (voix)
- Miguel Iza : Capitán del Mack (voix)
- Diego Bertie : Ghen Huigen (voix)
- Natalia Parodi : Urpi (voix)
- Magda Botteri : Ignacio (voix)
- Salvador del Solar : Capitán del Windhont (voix)
- Pipo Gallo : Loro Lorenzo (voix)
- Gonzalo Torres (es) :  (voix)